# Lazare Matsocota
Lin Lazare Matsocota est un magistrat congolais, né 1931 et mort en 1965,  comptant parmi les premières personnalités du monde judiciaire de la république du Congo.

## Biographie
Lin Lazare Matsocota naît en 1931. Après ses études secondaires à Brazzaville, il étudie le droit en France. Militant de la FEANF, il  occupe le poste de Président de l'Association des étudiants congolais en France (AEC). Titulaire d'une maîtrise de droit, il rentre au Congo et est nommé Procureur de la république au début des années soixante.
Après la chute du Président Youlou, son oncle, en 1963, il décline le poste de Ministre de la Justice que lui propose le Chef du gouvernement provisoire Alphonse Massamba-Débat.
Théophile Obenga qui l'a très bien connu (à Mfoa et à Bordeaux) en a toujours dit le plus grand bien, le présentant comme un aîné bienveillant. Il aurait été, d'après Obenga toujours, un tribun exceptionnel, charismatique. Il fut entre 1957 et  1961, le mentor de Léonard Mitoudidi (d) et de Aloïse Moudileno Massengo et dont il guida les premiers pas à la FEANF et à l'AEC.
L'ouvrage de l'universitaire et ancien ministre Mambou Aimée Gnali, le présentera paradoxalement comme un homme prisonnier de son entourage.
Magistrat brillant et orateur exceptionnel, il est rapidement perçu par les partisans de l'ancien président Youlou, comme l'alternative au régime de Massamba-Débat. Lui-même cultive cette position. L'hostilité du régime à son encontre est exacerbée par des rivalités amoureuses.
Dans la nuit du 14 au 15 février 1965, sur ordre du Groupe de Mpila, il est enlevé à son domicile par une escouade de la milice politique en même temps que Joseph Pouabou et Anselme Massouémé et assassiné  sur le prétexte d'une conspiration ourdie depuis Léopoldville visant à renverser le régime en place à Brazzaville.  Sa dépouille mortelle repose dans son village maternel à Kimpomo-Madibou.
En novembre 1969, Marien Ngouabi, qui s'est emparé du pouvoir un an plus tôt, organise le procès du triple assassinat. Aux termes des débats, les principaux accusés Massamba-Débat, Pascal Lissouba, Ambroise Noumazalaye et Claude-Ernest Ndalla sont acquittés. Les seuls condamnés sont 3 accusés en fuite.
Une avenue et une école à Brazzaville portent le nom des « Trois martyrs ». Ce sont les trois martyrs de la république du Congo.

## Sources
- R. Bazanguissa-Ganga, Les voies du politique au Congo, Karthala, 1997
- A. R. Massema, Crimes de sang et pouvoir au Congo-Brazzaville, L'Harmattan, 2005
- Mambou Aimée Gnali, Beto na beto : Le poids de la tribu, Gallimard, Continents noirs, 2001